# Saint-Étienne-sur-Reyssouze
Saint-Étienne-sur-Reyssouze är en kommun i departementet Ain i regionen Auvergne-Rhône-Alpes i östra Frankrike. Kommunen ligger  i kantonen Pont-de-Vaux som ligger i arrondissementet Bourg-en-Bresse. Kommunens areal är 13,82 km². År 2022 hade Saint-Étienne-sur-Reyssouze 576 invånare.

## Befolkningsutveckling
Antalet invånare i kommunen Saint-Étienne-sur-Reyssouze
Referens: INSEE